# رمشاية (شبخوسلات)
رمشایة (بالفارسية: رمشایه) هي قرية تقع في إيران في قسم شبخوسلات الريفي. يقدر عدد سكانها بـ 252 نسمة بحسب إحصاء 2016.